# قمراطة
قمَّراطة أو كَمَّراتة أو (نقحرة: كإماراتا) (بالإيطالية: Cammarata)‏ هي بلدية في مقاطعة جرجنت في صقلية الإيطالية.

## السكان
في سنة 1861 بلغ عدد السكان 4٬910 نسمة، وتطور العدد ليصل في سنة 2011 لـ 6٬275 نسمة.
يظهر هذا المخطط البياني تطور النمو السكاني لـ قمَّراطة

## أعلام
- أوتافيو أليسي